# Schlöben
Schlöben là một đô thị thuộc huyện Saale-Holzland, trong bang Thüringen, Đức. Đô thị Schlöben có diện tích 15,89 km².